# کلیسای صلیب مقدس (آختامار)
کلیسای صلیب مقدس (به ارمنی: Սուրբ Խաչ եկեղեցի)) یا کلیسای آختامار (به ترکی استانبولی: Akdamar Kilisesi)، کلیسایی است متعلق به ارمنیان بر روی جزیره آختامار که در جنوب دریاچه وان و در فاصلهٔ ۳ تا ۳/۵ کیلومتری ساحل قرار دارد در سال ۹۱۵ تا ۹۲۱ میلادی، به دستور گاگیک یکم واسپوراکان پادشاه وقت واسپوراکان؛ توسط معمار ارمنی مانوئل بنا شد.

## تاریخ
گاگیک یکم متعاقب اعلام استقلال، جزیرهٔ آختامار را به منزلهٔ مرکز حکومت خود برگزید و به «مانوئل»، معمار معروف ارمنی، دستور بنای مجموعه‌هایی از کاخها را داد. وی که قصد داشت رهبری مذهبی ارمنستان را به جزیرهٔ آختامار منتقل سازد، به معمار خود دستور داد تا در کنار کاخها کلیسایی نیز بنا کند؛ ساختن کلیسای صلیب مقدس از ۹۱۵م تا ۹۲۱ میلادی به طول انجامید.
توما آرزرونی مورخ سده دهم میلادی، کلیسای صلیب مقدس را به صورت کلیسایی چند طبقه یاد کرده؛ تأسیسات بندری و کاخ‌های این جزیره به دلیل جنگ‌های متعدد ویران شدند و ویرانه‌ها نیز، به همراه تعدادی از جزایر کوچک و روستاهای اطراف دریاچه، به علت بالا آمدن سطح آب دریاچه به زیر آب فرورفتند و امروزه تنها کلیسای صلیب مقدس، که در ارتفاعی بالاتر از سطح کاخها قرار داشته، باقی مانده‌است.
طی سده‌های سیزدهم و هجدهم میلادی تغییرات بسیاری در اطراف این کلیسا صورت گرفت و با ساختن بناهای جدید کلیسا به صورت مرکز علمی درآمد و راهبان بسیاری در آن مستقر شدند.
حملات مغول و پس از آن، استقرار آق قویونلوها و قراقویونلوها در منطقه و آغاز جنگ‌های طولانی ایران و عثمانی خسارت‌های بسیاری به کلیسا وارد ساخت اما به علت اهمیت آن هر بار مرمت شد و به کار خود ادامه داد تا اینکه در ۱۹۱۵ میلادی، با آغاز نسل‌کشی ارمنیان، و به قتل رسیدن کشیش‌ها به دست نیروهای عثمانی، متروکه شد. نیروهای عثمانی به غیر از کشتار کلیهٔ کشیش‌ها و غارت اموال کلیسا، کلیهٔ کتب دستنویس کلیسا را نیز به داخل دریاچه ریختند و از بین بردند.
در پی آغاز انهدام بناهای تاریخی ارمنیان، (میراث فرهنگی ارمنیان در ترکیه) در کل منطقهٔ شرق ترکیه، ارتش ترکیه در ۱۹۶۰ میلادی، با انتقال مقادیری مواد منفجره به جزیره درصدد انهدام این کلیسا برآمد که اعتراض اهالی منطقه و انعکاس این خبر به خارج از کشور به دست یاشار کمال، مانع از این اقدام شد.
با گسترش درگیری ترکیه با کُردهای منطقه، در دههٔ ۱۹۸۰ میلادی، جزیره مدتی تبدیل به پایگاه نظامی شد. در این دوره، کلیسا بارها هدف گلوله‌های سربازان مستقر در جزیره قرار گرفت و در نتیجه، حجاریهای آن صدمات بسیاری دید.
پس از تخلیهٔ جزیره از نیروهای نظامی، رفت‌وآمد جهانگردان غربی به آن برای بازدید از کلیسا آغاز شد به‌طوری‌که اهالی وان اقدام به ساخت اسکله ای کوچک در دو سوی آب و راه‌اندازی تعدادی قایق برای انتقال جهانگردان کردند. دولت ترکیه نیز، برای ورود به جزیره، از بازدیدکننده‌ها ورودی گرفت. سپس با اندیشهٔ کسب درآمد بیشتر مرمت کلیسا را در ۲۰۰۴ میلادی آغاز کرد و امکاناتی برای جهانگردان به وجود آورد.

## سبک معماری

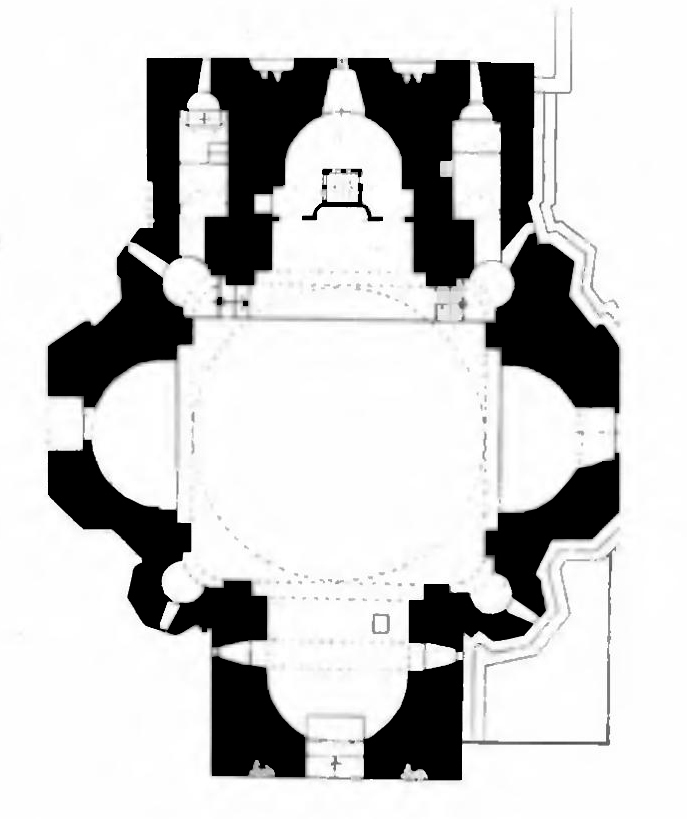
طرح کلیسا

این کلیسا با سنگهای توف نارنجی و قرمز خوشتراش و ملات بنا شده‌است. دیوارهای داخلی کلیسا را با پودر سنگ توف صورتی رنگ و ملات پوشانده‌اند و بر روی آن نقاشی‌هایی با موضوعات مختلف، که احتمالاً در ارتباط با حجاری‌های دیوارهای خارجی بوده، ترسیم شده بود، که اکثر آن‌ها در سده هجدهم میلادی با گچ پوشانده و بر روی آن‌ها نقاشی‌هایی جدید با موضوعاتی از کتاب مقدس ترسیم شد که بقایای نقاشی‌های فعلی عمدتاً مربوط به این دوره است.
بنا دارای ابعادی به طول هفده متر، عرض چهارده متر و ارتفاع ۲۴ متر تا نوک گنبد است. دیوارهای خارجی کلیسا، مانند کلیسای جامع اچمیادزین، چند وجهی است که بر اثر تابش نور آفتاب در هر یک از دیوارها حالت سایه روشن به وجود می‌آید و زیبایی خاصی به بنا می‌دهد. گنبد دارای شانزده ضلع و هشت نورگیر است. شانزده نورگیر نیز در چهار طرف دیوارهای کلیسا قرار دارد. ورودی اصلی کلیسا در دیوار غربی و رو به محراب قرار گرفته اما بنا از سمت شمال و جنوب نیز دارای ورودی است. در بالای ورودی جنوبی و سمت داخل کلیسا بالکنی وجود دارد که به روایتی محل استقرار پادشاه برای حضور در مراسم مذهبی بوده؛ ورود به آن نیز از پلکانهای خارجی و از طریق ورودی آخر پلکانها بوده‌است.
موضوع حجاری دیوارهای خارجی کلیسا از داستان‌هایی از کتاب مقدس عهد عتیق و جدید و نیز وقایعی که در تاریخ خاندان آرزرونی روی داده برگرفته شده‌است. مانوئل، معمار این کلیسا، به کمک استادان سنگ‌تراش و آشنایی کامل به رموز معماری ارمنی از سایه روشنی که در طی روز بر اثر حرکت خورشید بر روی حجاریها به وجود می‌آید استفاده کرده چنان‌که گویا به حجاریها حیات بخشیده است. او برای تحقق این منظور تمامی حجاریها را به صورت برجسته تراشیده. سپس، از دو نوع سایه در آن‌ها استفاده کرده به این صورت که برای جدا ساختن موضوع از سطح دیوار از سایهٔ ضخیمی که کل حجاری به وجود می‌آورد و برای نشان دادن جزئیات حجاری از خطوط باریک کنده کاری شده بر روی آن بهره برده؛ این کار سبب به وجود آمدن سایه‌های ظریفی شده که جزئیات موضوع را نمایان می‌کنند.
مانوئل موضوعات مختلف را به گونه‌ای در کنار یکدیگر قرار داده که با تغییر جهت تابش نور خورشید به نوبت جان می‌گیرند و هرگاه موضوعی شروع به نمایان شدن می‌کند با محو سایه‌های حجاری کناری موضوع قبلی کم‌کم محو می‌شود. هر بازدیدکننده‌ای می‌تواند با صرف کمی وقت این شاهکار هنری را مشاهده کند. کلیهٔ حجاریهای ردیف اول، در چهار طرف بنا، حرکتی به سمت راست دارند؛ به غیر از استفاده از سایه روشن، که از اصول معماری ارمنی است، از اصل عدم تکرار تصویر در حجاریها نیز استفاده شده و هیچ‌یک از حجاریها قرینه ندارند. از دیگر استثناهای حجاریهای کلیسای صلیب مقدس به تصویر کشیدن زندگی روزمرهٔ مردم عادی است که به وفور می‌توان آن‌ها را در بنا مشاهد کرد. چهار طرف دیوارهای خارجی کلیسا با شش ردیف حجاری پوشانده شده که از ارتفاع دو متری از سطح زمین شروع می‌شوند. اولین ردیف از پایین، که از نظر اندازه بزرگترین حجاریها هستند، شامل داستانهایی از کتاب مقدس و وقایع مربوط به خاندان آرزرونی است. کلیهٔ این تصاویر بر روی نواری که چهار طرف بنا را احاطه کرده و در داخل آن اشکالی از خوشه‌های انگور قرار دارد ایستاده‌اند. در ردیف دوم از پایین، سر حیوانات مختلف با برجستگی زیاد قرار گرفته. ردیف سوم نواری با تزیینات گیاهی است که با حفظ پهنا در چهار طرف بنا همچون کمربندی کلیسا را احاطه کرده و در داخل آن تصاویری با موضوعات زندگی مردم عادی دیده می‌شود. در ردیف چهارم تصاویری از حیوانات و انسان‌ها نقش شده‌است. ردیف پنجم، که در پایین ساق گنبد قرار دارد، نواری از اشکال هندسی است و بالاخره ردیف ششم، که در بالای ساق گنبد قرار دارد، دارای تصاویری مانند ردیف چهارم است.

## بازسازی کلیسا

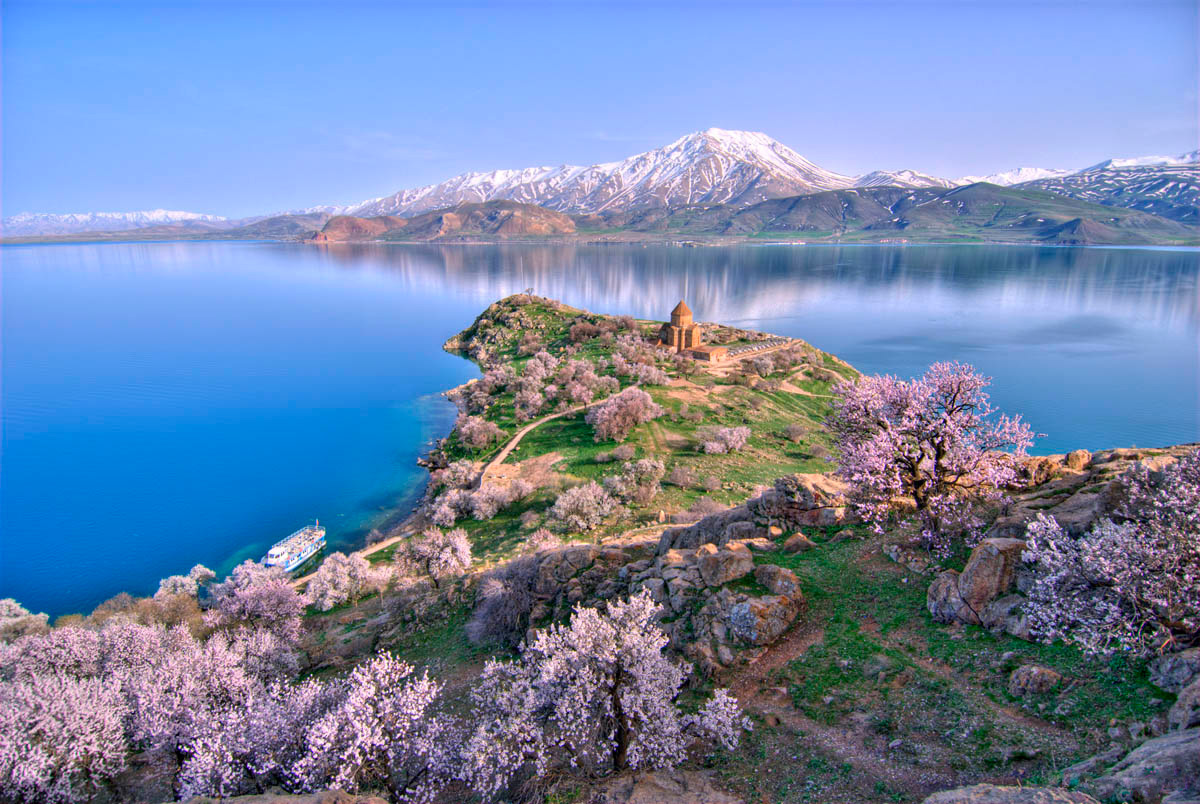
جزیره آختامار و دریاچه وان به همراه کلیسا

در ۲۹ مارس ۲۰۰۷ میلادی برابر ۹ فروردین ۱۳۸۶ خورشیدی، دولت ترکیه، کلیسای صلیب مقدس را طی مراسمی رسمی و با حضور میهمانان خارجی و داخلی، با نام تُرکی «آک دامار» به منزلهٔ موزهٔ دولتی بازگشایی کرد. بسیاری از ارمنیان تبدیل شدن کلیسا را به موزه حرمت شکنی نسبت به کلیسا می‌شمردند اما گروهی نیز معتقد بودند که بهتر است کلیسا موزه شود و از سرنوشت کلیساهایی که نابود شدند به دور ماند. جوامع مختلف ارمنیان جهان از دولت ترکیه درخواست می‌کردند که از تبدیل کلیسا به موزه منصرف شود و اجازه دهد تا آیین مذهبی در آن برگزار شود.
پس از نزدیک به یک سده، در ۱۹ سپتامبر ۲۰۱۰ میلادی در نخستین آیین مذهبی در کلیسای صلیب مقدس بیش از چند صد تن، که بیشتر ارمنیان استانبول بودند، حضور نداشتند. در این میان، مسئلهٔ لزوم نصب صلیب برفراز گنبد کلیسا موضوعی بود که همهٔ ارمنیان دربارهٔ آن اتفاق نظر داشتند. در اوایل ۲۰۱۰ میلادی، دولت ترکیه در این زمینه نظر مساعد ابراز کرده بود اما چند هفته پیش از مراسم، مقامات ترکیه اعلام کردند که نصب صلیب از لحاظ فنی امکانپذیر نیست ولی در ۲ اکتبر ۲۰۱۰ میلادی صلیب بر روی گنبد نصب شد.

## نگارخانه

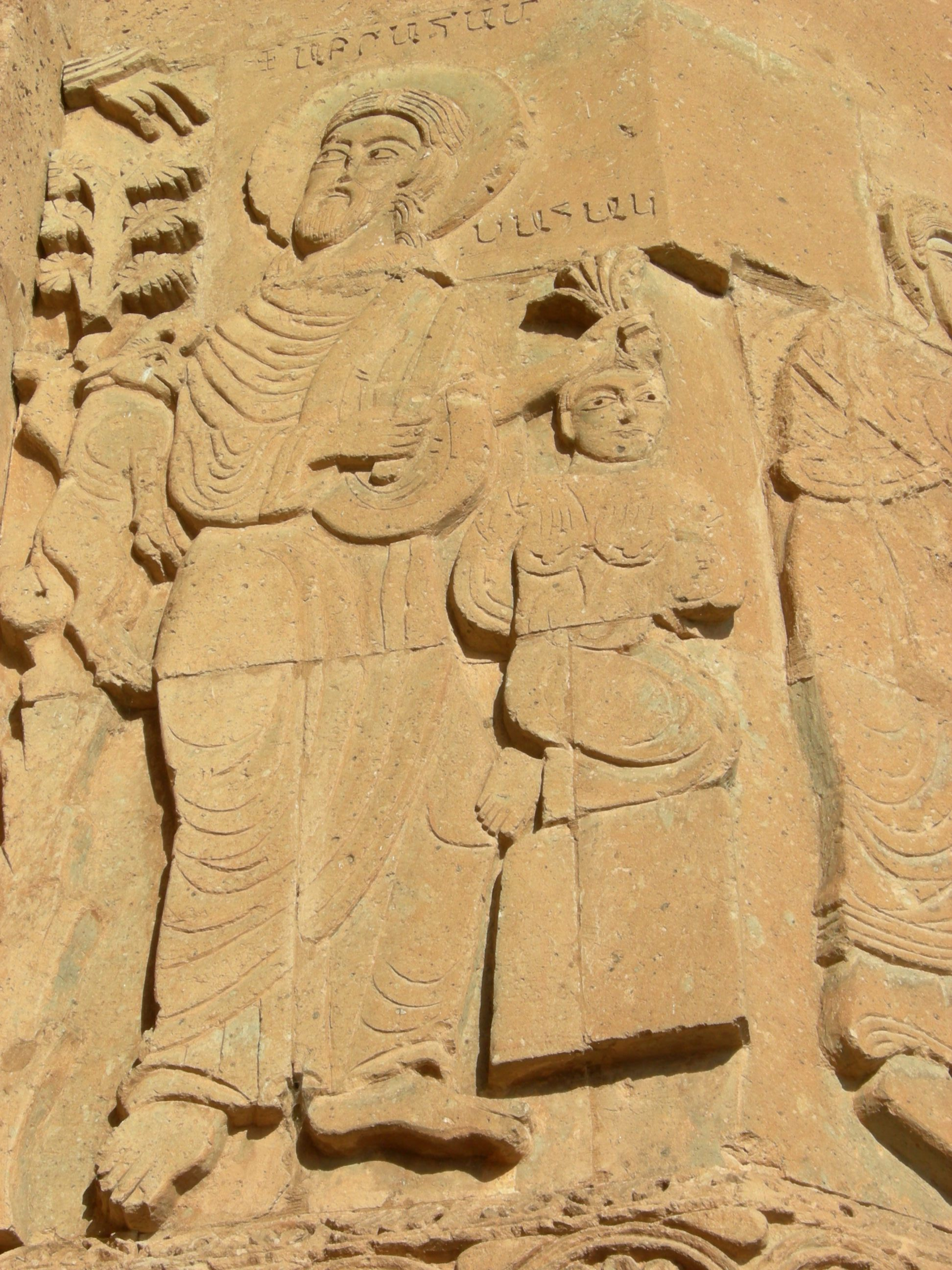
حجاریهای دیوار خارجی کلیسا
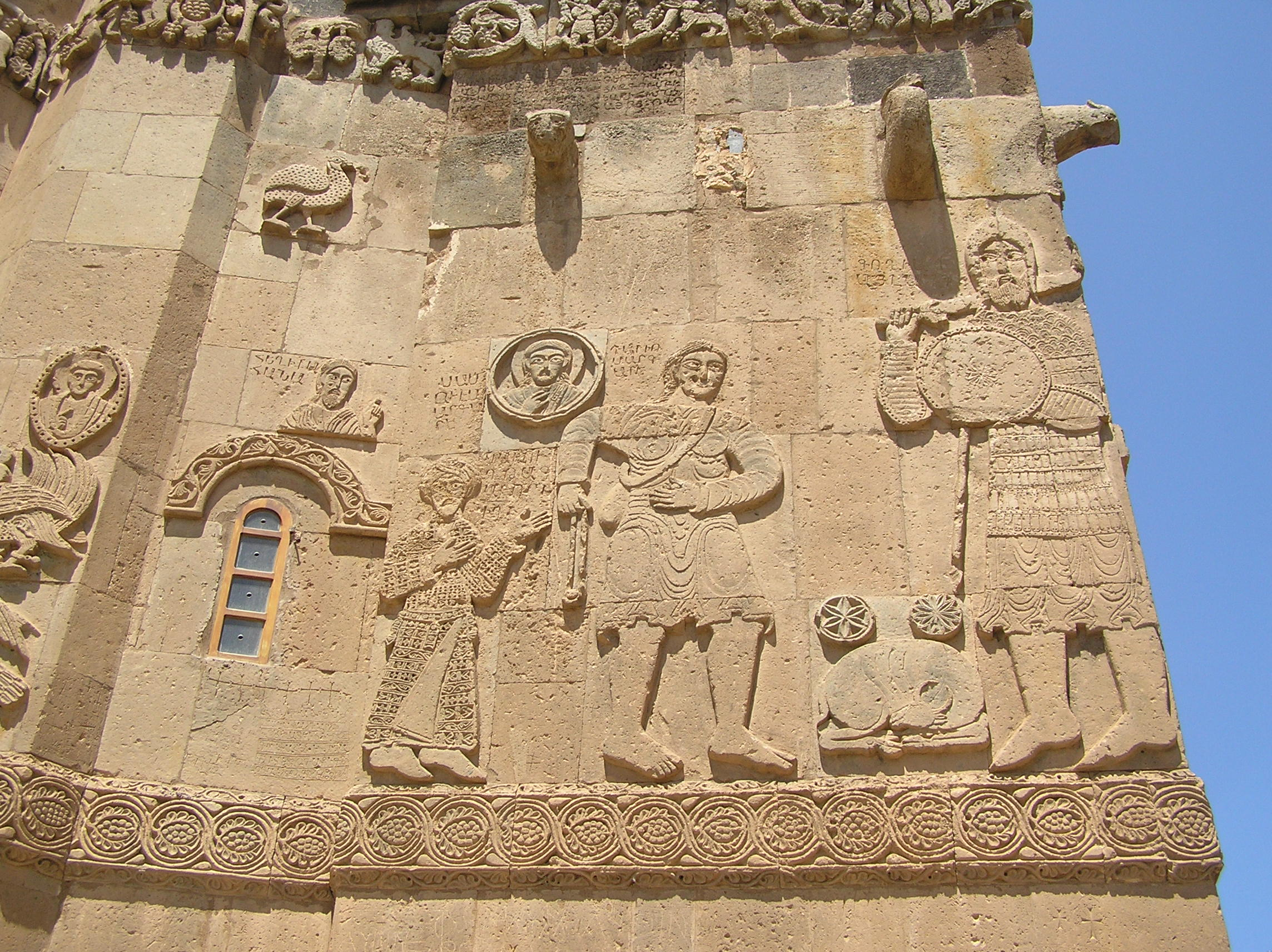
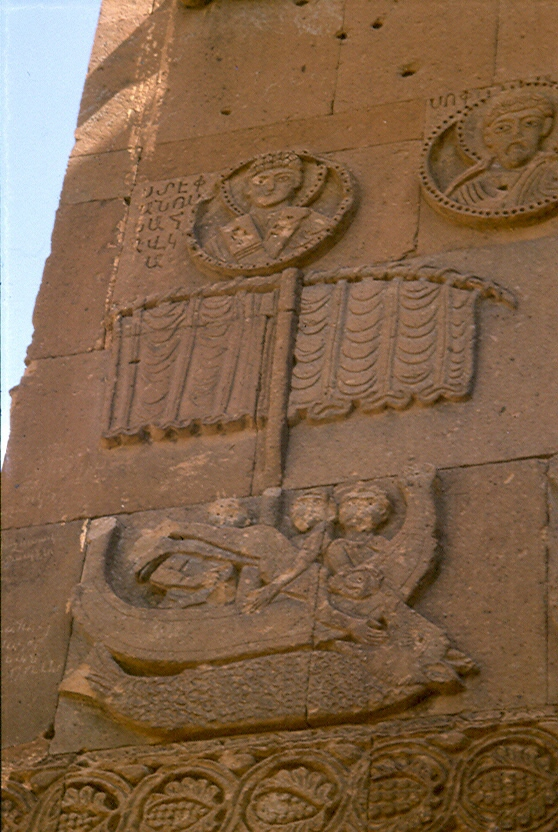
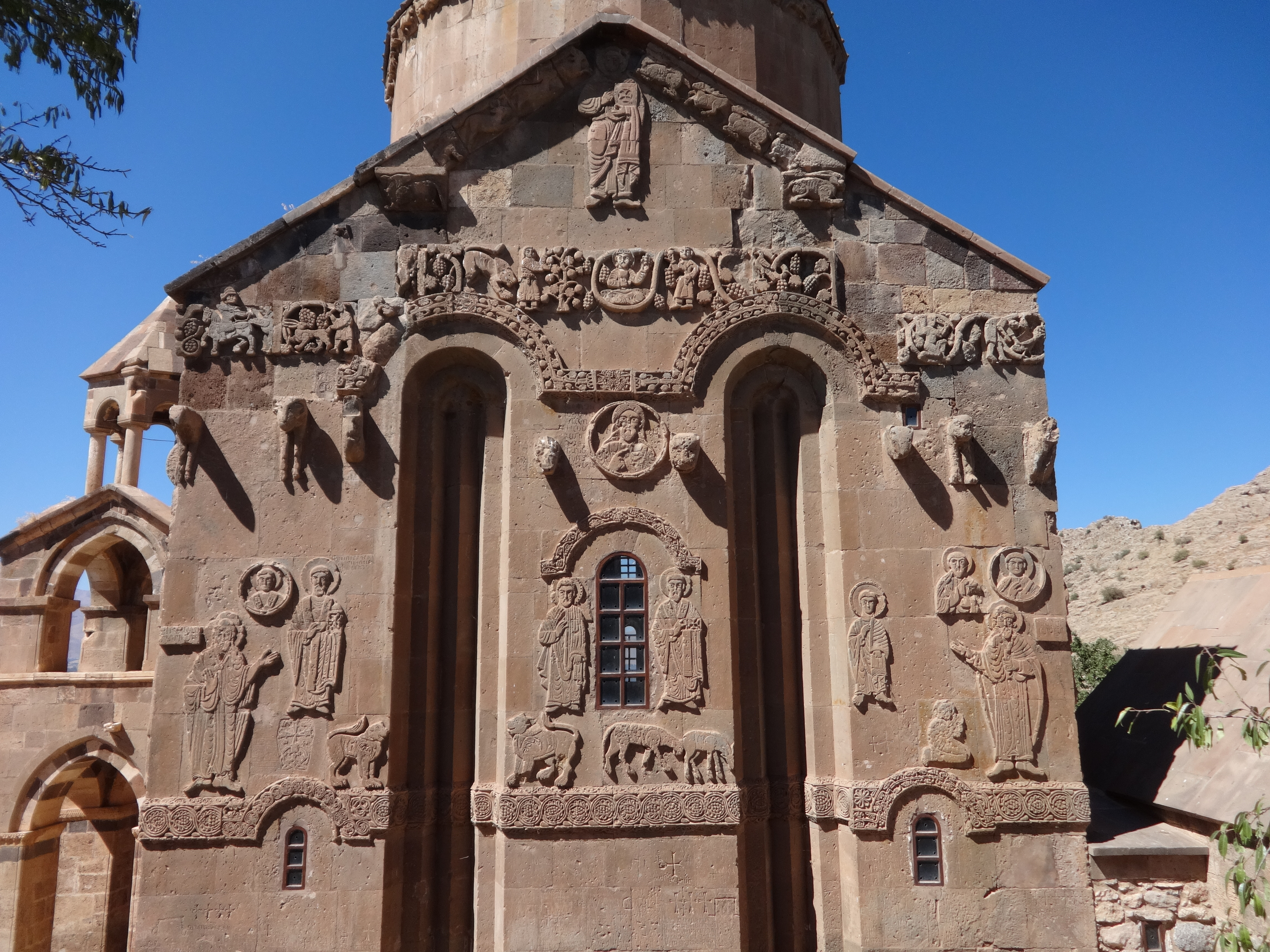
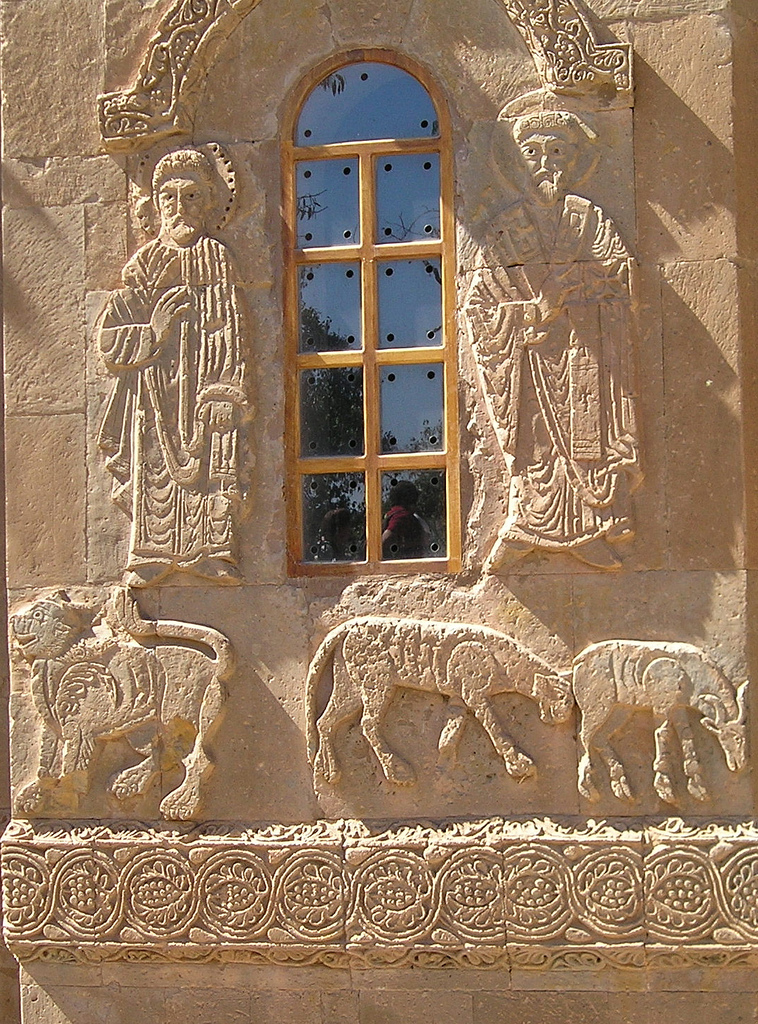
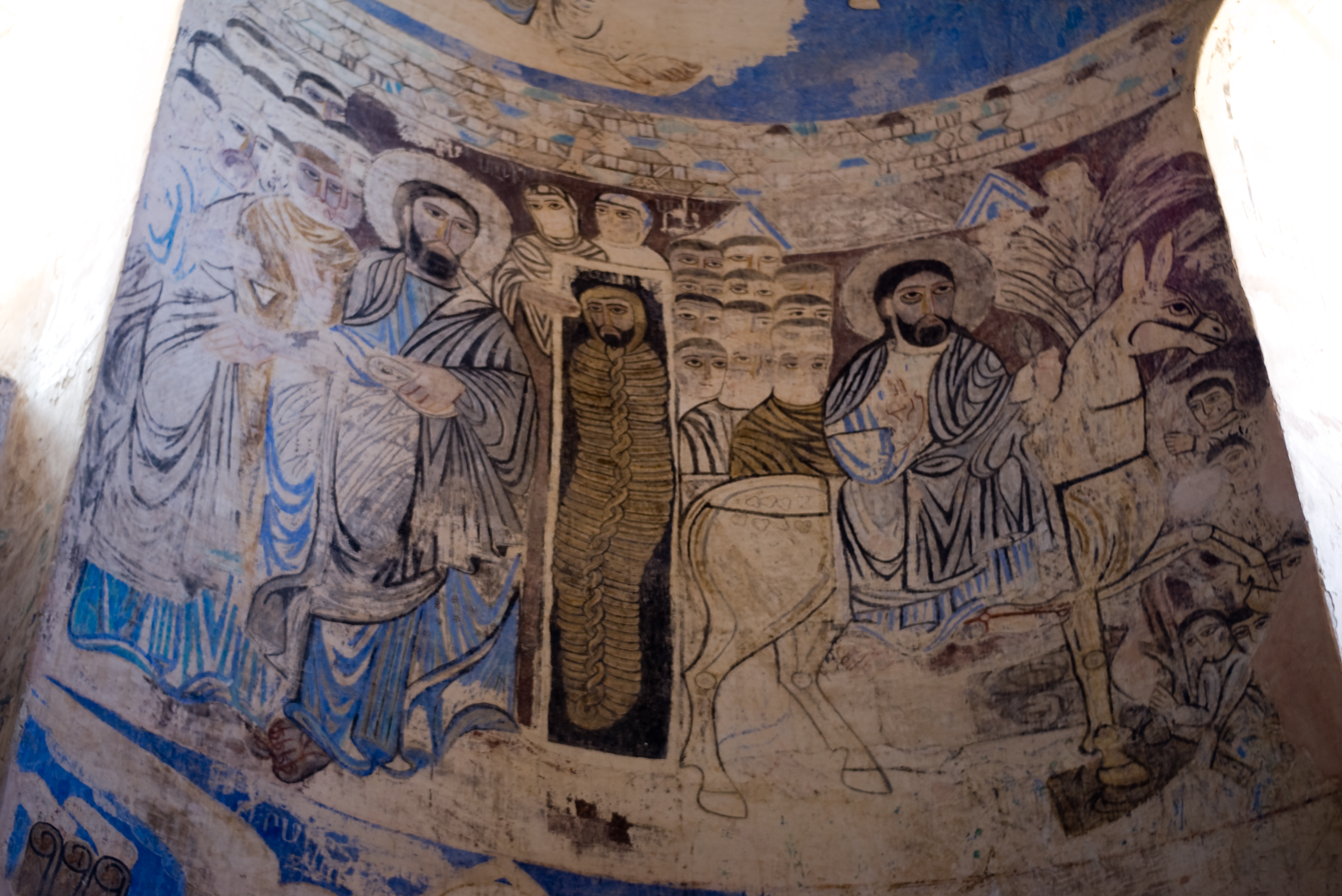
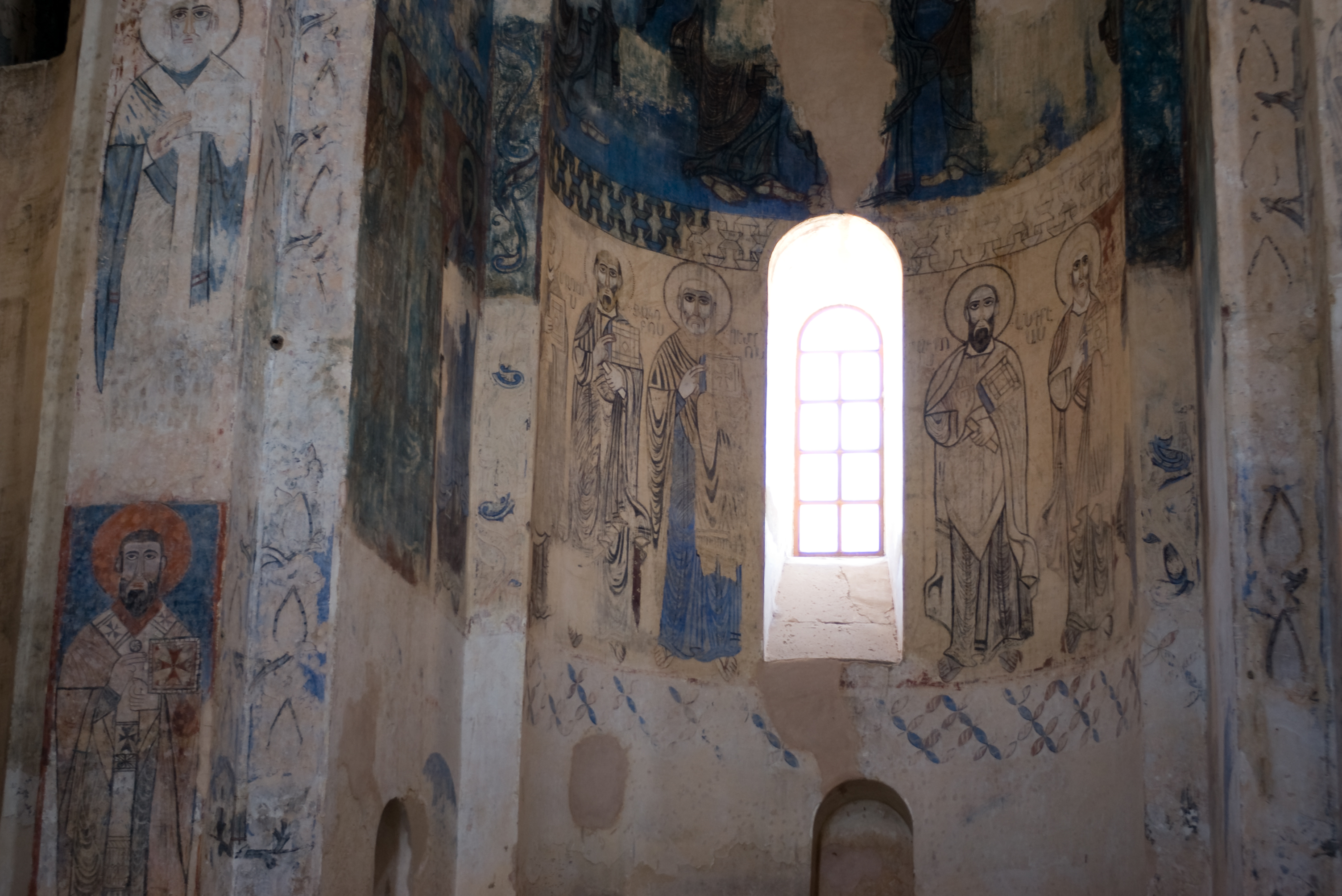
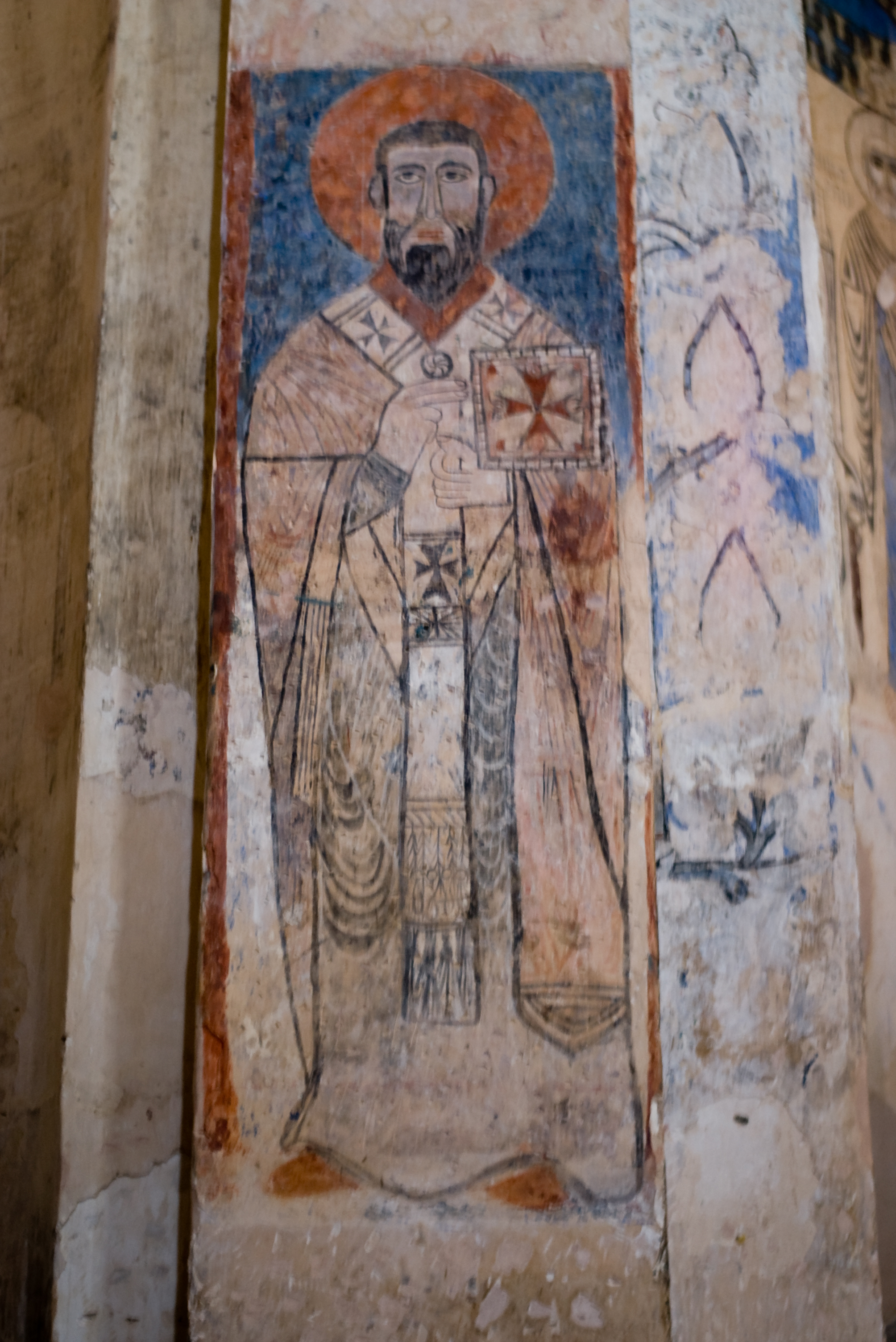
نقاشی‌های داخل کلیسا